# Pomacentrus caeruleopunctatus
 Pomacentrus caeruleopunctatus és una espècie de peix de la família dels pomacèntrids i de l'ordre dels cipriniformes que es troba a Madagascar i Tanzània.